# Krostkowo (przystanek kolejowy)
Krostkowo – przystanek kolejowy w Krostkowie, w województwie wielkopolskim, w Polsce.

## Ruch pasażerski
| Rok  | Wymiana pasażerska na dobę |
| ---- | -------------------------- |
| 2017 | 50-99                      |
| 2022 | 50-99                      |